# Slaterocoris knowltoni
Slaterocoris knowltoni är en insektsart som beskrevs av Knight 1970. Slaterocoris knowltoni ingår i släktet Slaterocoris och familjen ängsskinnbaggar. Inga underarter finns listade i Catalogue of Life.